# Vương quốc Hungary (1920–1946)
Vương quốc Hungary (tiếng Hungary: Magyar Királyság), đôi khi được gọi là "thời đại nhiếp chính" hay thời đại Horthy, tồn tại như một quốc gia từ năm 1920 đến năm 1946 dưới sự cai trị của Nhiếp chính gia Miklós Horthy. Horthy chính thức đại diện cho chế độ quân chủ Hungary của Charles IV, Vua tông đồ Hungary. Nỗ lực của Charles IV để trở lại ngai vàng đã bị ngăn chặn bởi các mối đe dọa chiến tranh từ các nước láng giềng và do thiếu sự hỗ trợ từ Horthy.
Một số nhà sử học cho rằng nước này là một quốc gia vệ tinh của Đức Quốc Xã từ năm 1938 đến 1944. Vương quốc Hungary dưới thời Horthy là một thành viên phe Trục trong Thế chiến II cho đến năm 1944, khi chính phủ của Horthy đàm phán bí mật với quân Đồng minh, và cân nhắc rời khỏi cuộc chiến, Hungary bị Đức Quốc xã chiếm đóng và Horthy bị phế truất. Lãnh đạo của Đảng Chữ thập Mũi tên, Ferenc Szálasi, đã thành lập một chính phủ mới với sự hậu thuẫn của Đức, biến Hungary thành một quốc gia bù nhìn.
Sau Thế chiến II, Hungary rơi vào  vùng ảnh hưởng của Liên Xô. Năm 1946, Đệ Nhị Cộng hòa Hungary được thành lập. Năm 1949, Cộng hòa Nhân dân Hungary cộng sản được thành lập.